# Kremmer Dezső
Kremmer Dezső (Keszthely, 1879. május 22. – Budapest, Józsefváros, 1926. június 17.) könyvtáros, helytörténész, irodalomtörténész, 1919-től 1926-ig a Fővárosi Könyvtár igazgatója.

## Életútja
Kremmer István és Halász Róza fia. Jogi és filozófiai tanulmányokat végzett a Budapesti Tudományegyetemen, majd külföldi tanintézetekben képezte tovább magát. 1909-ben a Fővárosi Múzeum tisztviselője, 1915 szeptemberében pedig a Fővárosi Könyvtár alkalmazottja lett, ahol a Budapest Gyűjtemény kezelése mellett a referenszszolgáltatások osztályán dolgozott. A tanácsköztársaságot ellenezte, annak bukása után, 1919-ben a könyvtár vezetője lett, de hivatalos kinevezésére csak 1921 májusában került sor. Pályája során egyetemi magántanárként is oktatott. Sződligeten temették el. Felesége Bella Jolán volt.

## Munkássága
Könyvtárvezetői munkája során egyfelől eltávolította a baloldali érzelmű alkalmazottakat, a radikális irodalomhoz való hozzáférést pedig korlátozta, másfelől igazgatása alatt gyarapodott a várostörténeti Budapest Gyűjtemény, a könyvtár állománya pedig számottevő tudományos és közművelődési állománnyal bővült, a fiókhálózat népkönyvtári jellege erősödött.
Könyvein kívül közel száz cikke jelent meg folyóiratokban (Magyar Géniusz, Népművelés, Új Élet, Könyvtári Szemle, Múzeumi és Könyvtári Értesítő, Élet, Pesti Napló, Vasárnapi Szemle). Elsősorban a főváros múltját, Buda és Pest középkori, kora újkori művelődés- és irodalomtörténetét tanulmányozta. A székesfőváros grafikai ábrázolásainak gyűjtésével is foglalkozott, és e témakörben két kiállítást is szervezett (1922, 1925). Jelentős irodalomtörténeti munkája Apáczai Csere Jánosról 1911-ben kiadott monográfiája. Németből lefordította és 1912-ben Szerelem az élők világában címmel kiadta Wilhelm Bölsche szaporodásbiológiai és -élettani munkáját.
1921-ben alapító tagja volt a Magyar Bibliophil Társaságnak, emellett részt vett történelmi, nyelvtudományi, ipar- és képzőművészeti társaságok tevékenységében is.

## Főbb művei
- Magyar–olasz diákszótár. Budapest: (kiadó nélkül).
- Apáczai Cseri János élete és munkássága. Budapest: Politzer. 1911.
- Az első pesti festőiskola. Budapest: Korvin ny. 1914.
- A régi Buda és Pest könyvekben, képekben: A Magyar Bibliophil Társaság harmadik kiállításának katalógusa. Budapest: Amicus. 1922.
- Pest-Budát ábrázoló német metszetek. Budapest: Franklin ny. 1916.
- A magyar szépliteratúra virágoskertje: A Magyar Bibliophil Társaság 4. kiállításának, Budapest, 1925. szept.–okt. katalógusa. Budapest: (kiadó nélkül). 1925.